# Carl Schuricht
Carl Adolph Schuricht (Danzica, 3 luglio 1880 – Vevey, 7 gennaio 1967) è stato un compositore e direttore d'orchestra tedesco.

## Vita
Carl Schuricht era originario di una famiglia di famosi costruttori d'organo. Dal 1901 fino al 1903 studiò al Berliner Stern'schen Konservatoriums (ed ebbe per insegnante, fra gli altri, Engelbert Humperdinck), in seguito divenne maestro di cappella volontario a Magonza. Più tardi Schuricht fu Maestro di Cappella a Kreuznach, Dortmund, Goslar e a Zwickau.
Nel 1909 Carl Schuricht divenne Direttore del Rühl'schen Oratorienvereins a Francoforte sul Meno, poi dal 1912 fino al 1944 primo direttore e successivamente Generalmusikdirektor della città di Wiesbaden. Nel 1944 si trasferì in Svizzera, da dove continuò la sua attività concertistica solo in qualità di Direttore Ospite, come per esempio dal 1950 al 1966 presso l'Orchestra Sinfonica della Radio di Stoccarda.
È sepolto nel cimitero Nord di Wiesbaden.

## Lavori
- Herbststücke (Pezzi d'autunno) op. 4 per Orchestra